# Świadkowie Jehowy w San Marino
Świadkowie Jehowy w San Marino – społeczność wyznaniowa w San Marino, należąca do ogólnoświatowej wspólnoty Świadków Jehowy, licząca w 2023 roku 203 głosicieli, należących do 2 zborów (San Marino Serravalle i San Marino Città). Na dorocznej uroczystości Wieczerzy Pańskiej w 2023 roku zgromadziły się 342 osoby. Działalność miejscowych głosicieli koordynuje włoskie Biuro Oddziału w Rzymie.

## Historia
W roku 1958 do San Marino przybyli Świadkowie Jehowy z Włoch, aby prowadzić regularną działalność kaznodziejską.
W roku 1972 grupa wyznawców przekształciła się w zbór; w San Marino otwarto Salę Królestwa. Władze wyraziły również zgodę na zorganizowanie pierwszego zgromadzenia obwodowego na terenie San Marino w budynku rządowym Kursaal. Uczestniczyło w nim 1749 osób, z których 35 ochrzczono.
W 1974 w kraju działało 35 głosicieli. Drugi zbór powstał w roku 1987. W roku 2010 w San Marino zanotowano najwyższą liczbę – 215 głosicieli.

## Sytuacja prawna
Konstytucja i inne akty prawne San Marino zapewniają obywatelom wolność religijną. Zabroniona jest dyskryminacja z powodów religijnych. Podatnicy mogą wyznaczyć, na którą z głównych organizacji religijnych przeznaczą 0,3% płaconego przez siebie podatku dochodowego. Jedną z tych organizacji religijnych są Świadkowie Jehowy.

## Statystyki

### Liczba głosicieli (w tym pionierów)
Dane na podstawie oficjalnych raportów o działalności:
- najwyższa liczba głosicieli osiągnięta w danym roku służbowym[c] (liczby nad słupkami na wykresie)
- przeciętna liczba pionierów w danym roku służbowym (ciemniejszym odcieniem, liczby na słupkach wykresu; od 2017 roku tylko pionierów pełnoczasowych, bez pomocniczych).